# Amore mi
Amore mi è un singolo del cantautore e rapper italiano Achille Lauro, pubblicato il 20 luglio 2017 come primo estratto dall'album Pour l'amour.

## Descrizione
L'idea del singolo nasce dalla voglia di Lauro di lasciare l'Italia e andare all'estero per trovare nuove influenze musicali. Lui e Boss Doms partono per l'America del Sud, "lasciando i telefoni a casa".  
(Achille Lauro su SuperEva )
Nasce così la corrente della samba trap, creata da Achile Lauro e il suo produttore Boss Doms.

## Video musicale
Il video musicale è stato pubblicato su YouTube il 24 luglio 2017, diretto da Trash Secco. È ambientato nella giungla, e si vedono Lauro e il suo produttore Boss Doms ballare vestiti come dei popoli tribali. Riguardo al video, il rapper ha dichiarato:

## Tracce
1. Amore mi – 3:25